# Волмянський біологічний заказник
Волмянський (біл. Валмянскі) — біологічний заказник республіканського значення в Смолевицькому районі Мінської області. Заснований у 2001 році для охорони та збереження лісових екосистем з рідкісними і зникаючими видами рослин і тварин. Площа заказника становить 614,5 га. Західна межа заказника проходить по річці Волма.
Рельєф хвилястий, на окремих ділянках плоский і горбистий, частково — з камами висотою 5-10 м. Ґрунт дерново-палево-підзолисті. Під лісами (переважно сосновими і ялиновими) 94 % території. В флорі 450 видів вищих судинних рослин, у Червоній книзі: горлянка пірамідальна, воронець звичайний, купальниця європейська, шпажник черепицевий, лілія кучерява та ін. У фауні 11 видів риб, 7 — амфібій, 7 — рептилій, 83 — птахів, 18 — ссавців. У Червоній книзі: струмкова форель, яструб, сичі космоногі і горобиний, аляпка та ін. На території заказника відновлювальна ділянка мисливських видів: диких свиней, косуль, лисиць, бобрів, зайців та ін.